# الإعلان ضمن الألعاب

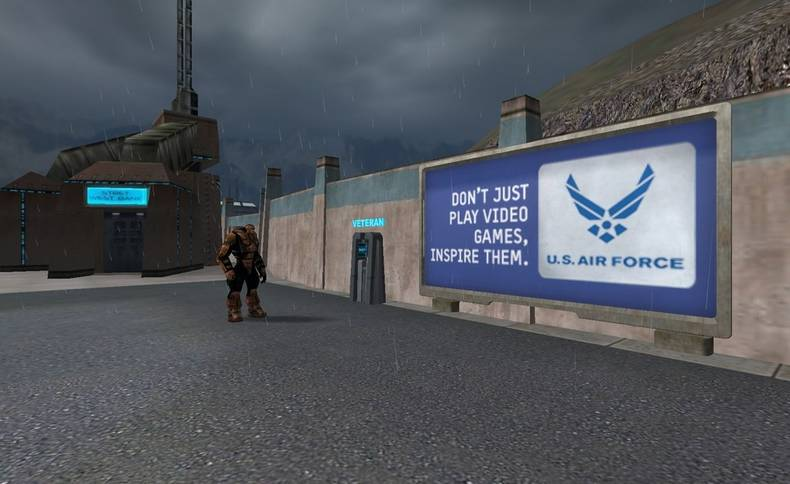
لقطة شاشة من لعبة فيديو تسمح لمستخدميها باللعب مجانا مقابل مشاهدة اعلانات داخل اللعبة

الإعلان ضمن الألعاب (آي جي إيه) هو إعلان في ألعاب الكومبيوتر والفيديو. يختلف آي جي أيه عن الألعاب الإعلانية، إذ تشير الأخيرة إلى الألعاب المصممة خصيصًا لغرض الإعلان لمنتَج ما. صناعة الآي جي أيه ضخمة وما زالت تنمو.
أنتج الإعلان ضمن الألعاب 34 مليون دولار أمريكي في عام 2004، و56 مليونًا في عام 2005، و80 مليونًا في عام 2006، و295 مليونًا في عام 2007. في عام 2009، قُدر أن الإنفاق على آي جي أيه بلغ 699 مليون دولار أمريكي، ومليارًا واحدًا في عام 2014. وتوقعت مجلة فوربس أن يصل إلى 7.2 مليار بحلول عام 2016.
كانت لعبة أدفنشرلاند للكومبيوتر في عام 1978 أول آي جي أيه معروف، وتضمنت إعلانًا ترويجيًا ذاتيًا للعبتها التالية، بايرت أدفنشر.
يمكن أن يُدمج آي جي أيه في اللعبة إما عبر عرض في الخلفية، مثل لوحة إعلانية ضمن اللعبة أو إعلان تجاري يظهر عند الوقفات المؤقتة الناتجة عن تحميل اللعبة، أو يُدمج بدرجة أكبر ضمن اللعبة فيكون المنتَج المروَج له ضروريًا لإتمام جزء من اللعبة أو أنه يُعرض بوضوح ضمن مشاهدها. نتيجة للبرمجة المخصصة اللازمة، عادةً ما تُقدم الإعلانات المتحركة في الخلفية؛ ويمكن أن تظهر إعلانات ثابتة أيضًا. من النقاط التي يتفوق فيها آي جي أيه على الإعلانات التقليدية انخفاض احتمال أداء المستهلك مهامًا متعددة تتضمن وسائط أخرى أثناء لعبه لعبة ما، ومع ذلك، يبقى بعض الانتباه مقسمًا بين طريقة اللعب، وعناصر التحكم، والإعلانات.

## الإعلان الثابت ضمن الألعاب
على غرار موضعة المنتَج في صناعة السينما، لا يمكن تغيير الآي جي أيه الثابتة بعد برمجتها في الألعاب برمجة مباشرة (إلا في حال كانت كليًا عبر الإنترنت). مع ذلك، على نقيض موضعة المنتَج في الوسائط التقليدية، تسمح الآي جي أيه للاعبين بالتفاعل مع المنتَج الافتراضي. مثلًا، تطلبت لعبة سبلنتر سيل استخدام هواتف سوني إريكسون ضمن اللعبة للقبض على الإرهابيين. بعكس الآي جي أيه الثابتة، الآي جي أيه المتحركة ليست محصورة بحجم أو موقع مبرمج مسبقًا يحدده المطور أو الناشر وهي تسمح للمُعلن بتخصيص عرض الإعلان.
يستخدم عدد من الألعاب الإعلانات المشابهة للوحات الإعلانية أو موضعة المنتجات لخلق بيئة لعب واقعية. مثلًا، يدرج العديد من الألعاب الرياضية هذه الإعلانات لمحاكاة الإعلان الكثيف الذي يجري ضمن الرياضات الاحترافية. بصورة مشابهة، يوظف العديد من الألعاب منتجات تابعة لعلامات تجارية كالأسلحة والسيارات باعتبارها رموز حالة ضمن اللعبة. قد لا تكون هذه الإشارات للعلامات التجارية إعلانية بل موضوعة في اللعبة لأغراض تتعلق بالحبكة أو بالتصميم فقط. مع ذلك، يعترض مالكو الماركات أحيانًا على الإشارات غير المرخصة لماركاتهم. إنظر، مثلًا، شركة إي. إي. إس. إنترتينمينت 2000، وشركة في روك ستار فيديوز.